# 吉澤拓真
吉澤 拓真（よしざわ たくま、1985年8月19日 - ）は、日本の元子役。東京都出身。

## 出演作品

### テレビ
- うたのなる木（1994年、NHK-BS）

### ドラマ
- 鎌倉ペンション物語（1989年、TBS系）
- 世にも奇妙な物語「スローモーション」（1992年、フジテレビ系）
- 小児外科病棟・あしたまたね（1993年、TBS系）
- Alice6（1996年、静岡テレビ）
- 天空に夢輝き 〜手塚治虫の夏休み〜（1995年、NHK総合）
- ざけんなヨ!!8（1995年、フジテレビ系）
- おひさまがいっぱい（1996年、TBS系）
- 秀吉（1996年、NHK総合）
- 毛利元就（1997年、NHK総合）
- しあわせ色写真館 第3話（1997年、NHK総合）

### 映画
- 学校の怪談3（1997年、東宝） - 久保田良 役
- モスラ3 キングギドラ来襲（1998年、東宝） - 園田翔太 役[1]

### 舞台
- 幸せ色の青い空

### CM
- ヤマハ「SRV」
- ソニー・コンピュータエンタテインメント PlayStation「ファイティングボックス」